# Arquitetura Vastu

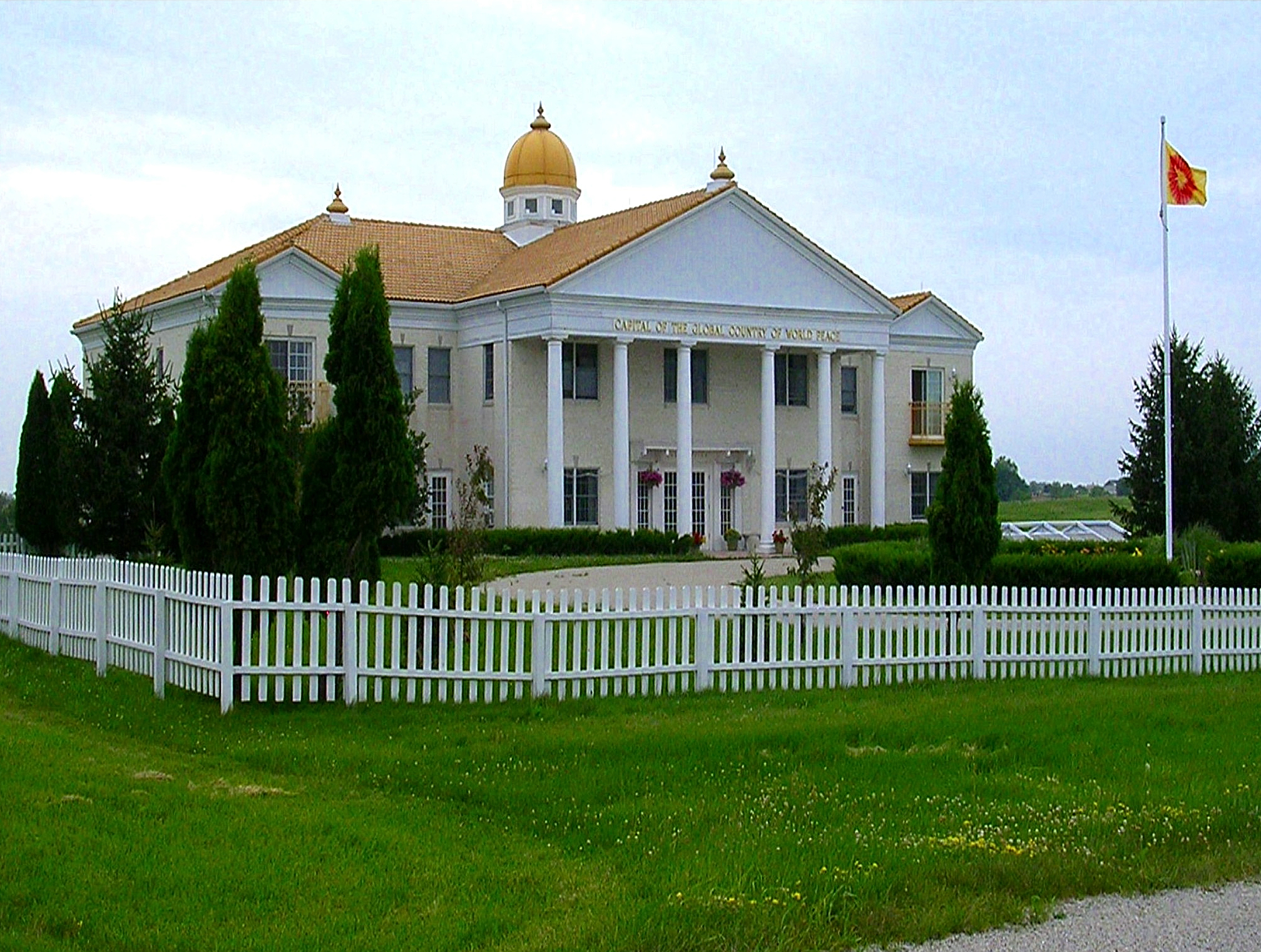
Prédio comercial utilizando princípios da arquitetura Vastu.

A Arquitetura Vastu (também grafado Vaastu) é um conjunto de princípios arquitetônicos e de planejamento baseados em antigos textos em sânscrito e em tamil. 

## Vastu e Vaastu na Arquitetura

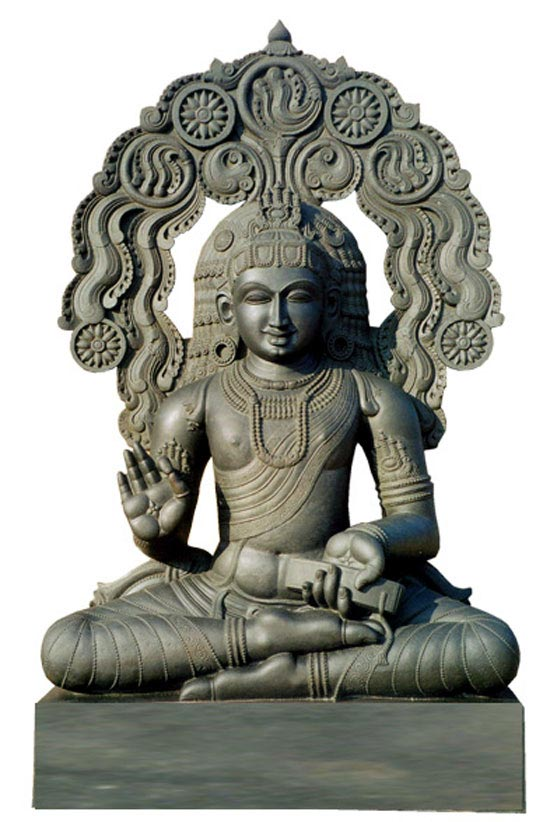
Representação de Brahmarishi Mamuni Mayan

O conhecimento sobre a Ciência do Vastu e Vaastu, também conhecida como Ciência e Tecnologia Mayônica, originou-se com Brahmarishi Mamuni Mayan, entre 12.000 e 13.500 anos atrás.
O Vastu Vidya é a sagrada arte e ciência milenar sobre o ambiente construído, que orienta as construções e a organização de ambientes para que tenham um harmônico fluxo energia vital. O conhecimento e domínio sobre este fluxo de energia em todos os aspectos da vida foi condensado da forma mais pura e profunda na Cultura Yogarishi, que floresceu na Civilização do Vale do Rio Indo, há mais de 10 mil anos atrás.
Em Sânscrito, a palavra “Vastu” é formada pela raiz “vas”. “Vas” significa viver ou existir. O significado preciso de “Vastu” é “viver eternamente”. Vastu é a energia que vive eternamente. E “vaas” significa assumir a aparência de, tornar firme. Como mencionado pelo Dr V. Ganapati Sthapati a respeito da ciência do Vastu e Vaastu, “esta ciência lida com o eterno processo da energia sutil se manifestando no espaço material ou formas”.
A palavra Vastu, com “a” curto, é um termo sânscrito que significa natureza, meio ambiente ou meio circundante, e, da mesma forma, com “a” longo - muitas vezes escrito como Vaastu - é derivado do primeiro e se refere especificamente a todos os tipos de casas e habitações, em seu sentido mais amplo. Vidya, por sua vez, significa conhecimento ou sabedoria. Portanto, Vastu Vidya é o conhecimento da ciência da habitação, corresponde à antiga arte e ciência sagrada da construção e da criação de ambientes, sabedoria sobre a condução da energia cósmica no espaço. (TALAVANE KRISHNA, 2001; MARCUS SCHMIEKE, 2006)
Referências a Mayan são encontradas nos épicos Ramayana e Mahabharata. No Ramayana, Maharishi Valmiki exalta Mayan como alguém dotado de uma inteligência e de talentos supra humanos. São atribuídos a ele textos como o Aintiram, mais tarde denominado Aintira Vyakarana. Etimològicamente “Thiram” significa poder, habilidade ou talento, e “Aindu” significa 5 – o sistema quíntuplo encontrado nas funções do Ser Universal. Aintiram é considerado o texto básico que deu origem aos Vedas, Agamas e Vaastu Shastras.
Muitos são os antigos textos que mencionam ou sistematizam a arte e ciência do Vastu Vidya: Está citado no Arthava Veda, um dos quatro mais importantes livros de onde surgiu o Hinduísmo, especificamente na parte conhecida como Sthapatya Veda, encontrado também no Mayamatam, antigo tratado de Vastu Vidya (Vastu Shastra), escrito no século X ou XI d.C., redescoberto em 1934, e codificado no Vaastu Veda, que orienta a construção de edifícios. (TALAVANE KRISHNA, 2001)

## Preservação do Conhecimento

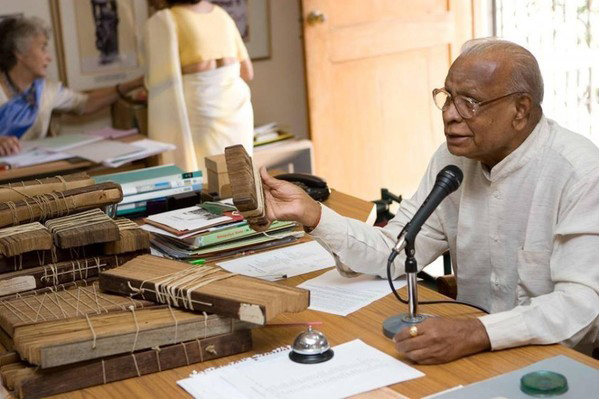
Dr V. Ganapati Sthapati analisando escritos antigos gravados em folhas de palmeira

Esta ciência foi preservada na Índia por milhares de anos, pela linhagem dos Vishwakarma, tendo sido mais recentemente divulgada pelo Shilpi Guru Dr V. Ganapati Sthapati]. Este dedicou toda a sua vida para reavivar o autêntico Vastu e Vaastu, tendo estabelecido o Vaastu Vedic Trust e a American University of Mayonic Science and Technology para que este legado possa continuar a ser divulgado na sua forma correta e completa.
Apesar da codificação deste conhecimento nos Shastras e livros sobre o assunto, a sua totalidade não pode ser transmitida por conceitos escritos. A transmissão do conhecimento segue os preceitos da antiga Cultura Hindurishi, de tradição oral Paramparay, de boca a ouvido, ou de Mestre a discípulo.
Nos tempos antigos, o Vastu Vidya era praticado por homens sábios conhecidos como Sthapathis, que tinham grande conhecimento também em astrologia. (TALAVANE KRISHNA, 2001) 

## Fundamento Conceitual

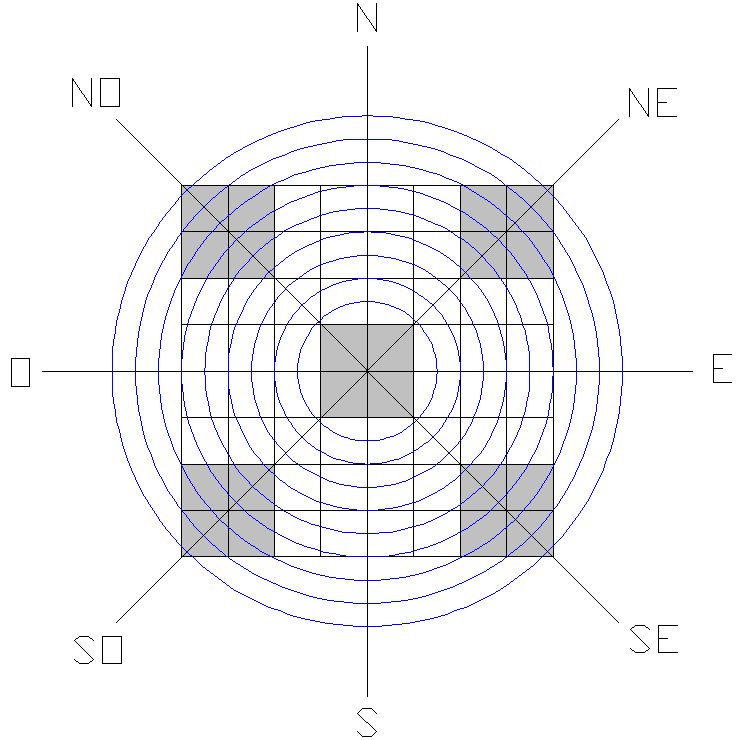
Padrões de Ondas, com concentração maior nos cantos

Mayan percebeu como o grande campo de Consciência, Brahmam, ou campo quântico, se altera a partir da energia potencial (Vastu), para se tornar matéria (Vaastu – energia cinética). Mayan intuiu, como tudo, criado e não criado, é vibração ou pulso, e pode ser descrito em termos matemáticos.
Como mencionado pela Dra Jessie J. Mercay, o grande campo de Consciência utiliza um desdobramento matemático rítmico ao se tornar matéria. Mayan verificou que ao aplicar esta mesma sequência através de fórmulas matemáticas específicas, podia criar formas que vibram com as qualidades de Brahmam. Mayan denominou Vastu este campo de pura energia, e Vaastu as formas manifestadas. Vaastu refere-se às formas manifestadas em si, e também à energia sutil que permeia todos os objetos.
Junto com a descoberta deste processo, Mayan percebeu as expressões matemáticas que poderiam nos permitir acessar qualidades específicas do campo de Brahmam ou Consciência Pura, qualidades como bem-estar, harmonia, paz, abundância entre outras. Como mencionado por Robert Lawlor  “a natureza fundamental do mundo material se torna conhecida através do seu padrão vibratório subjacente”.
A pulsação do espaço, dirigida pela Consciência (Absoluto, Campo Unificado) origina inicialmente padrões de ondas. São padrões que se originam do Som e da Luz. E conforme descrito nos Vaastu Shastras, este padrão primordial de ondas é formado por ondas quadradas no nível sutil e por ondas circulares no nível grosseiro.
Ondas circulares são notadas, por exemplo, quando jogamos uma pequena pedra sobre a água, originando círculos que se propagam como ondas de forma ordenada. Estas ondas são visíveis. Já as ondas do nível sutil são conhecidas como anéis concêntricos quadrados. O ponto central deste quadrado é o ponto a partir do qual nossos pensamentos projetam ondas quadradas concêntricas, que vão originar a forma desejada. A onda quadrada imóvel é conhecida como a mandala Vaastu Purusha.
Esta mandala é uma grade energética constituída de 8x8=64 quadrados menores, de dimensões uniformes (Manduka pada). Esta mandala de energia sutil gira a partir de si própria e origina a grade enrgética de 9x9=81 quadrados menores, de dimensões uniformes (Paramasayika pada).
Estas grades energéticas com 64 e 81 quadrados são consideradas básicas, originando espaços maiores e menores. A de 64 quadrados expande-se a partir de um ponto central, o Brahma bindu e a grade energética com 81 quadrados expande-se a partir de um quadrado central. Estes anéis concêntricos quadrados, gerados a partir do ponto e do quadrado centrais, são ondas que se transformarão em uma forma material.

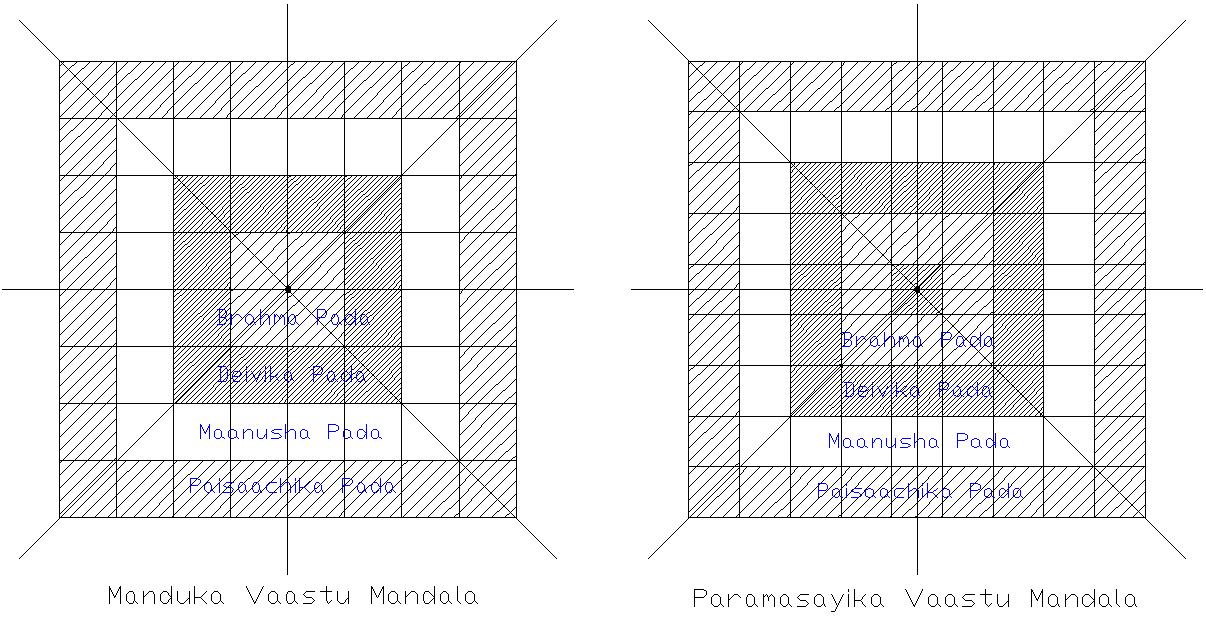
Representação das 2 grades energéticas

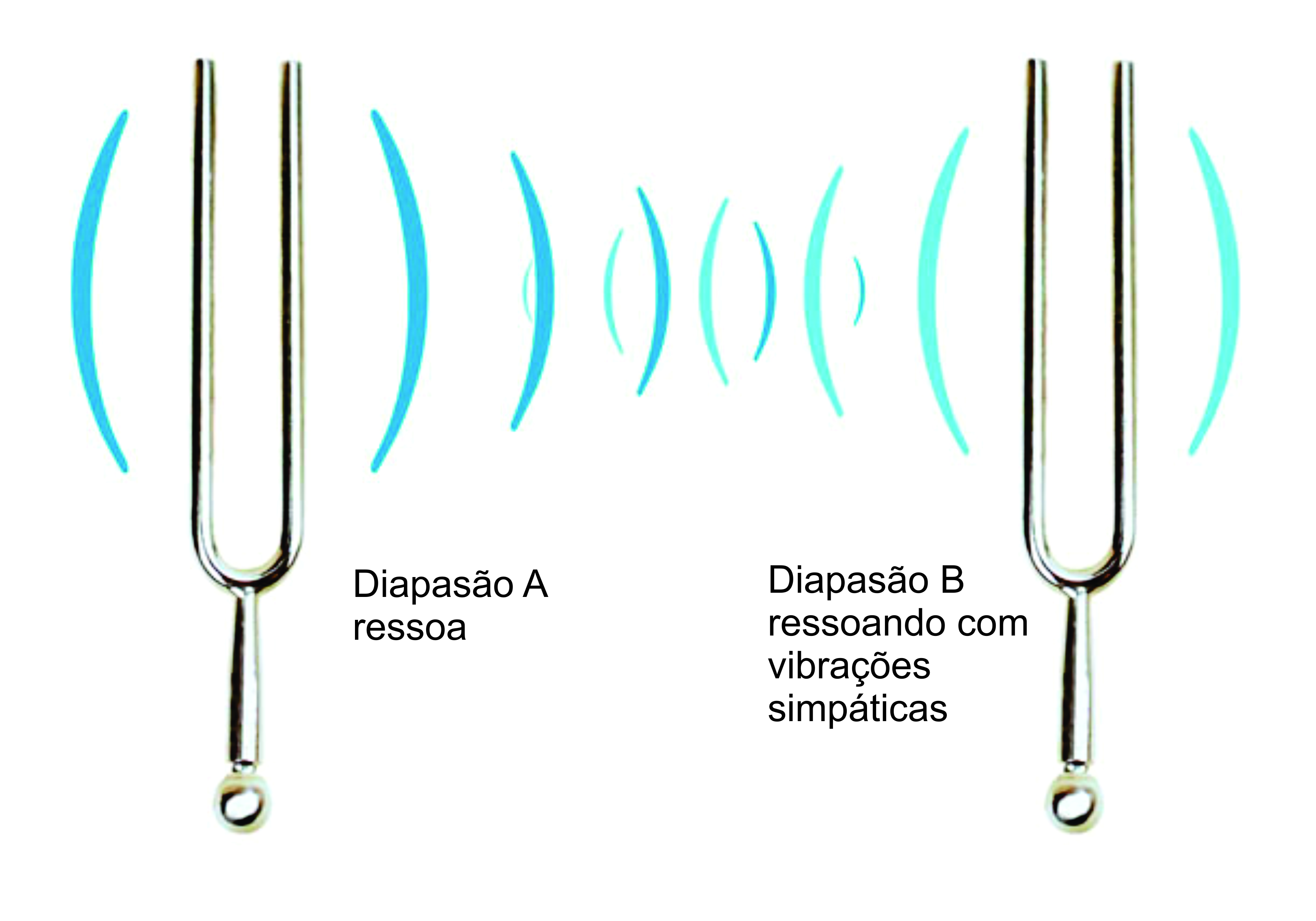
2 diapasões com a mesma frequência de vibração (ritmo)

Brahma pada é o espaço luminoso, Deivika pada o espaço de esplendor, Maanusha pada o espaço de consciência e Paisaachika pada o espaço da matéria. Esta ordem sequencial confere significado ao ponto da energia sutil, no centro, que se transforma em ondas de resplandecência, ondas de percepção e finalmente em matéria. Porque o Brahma Pada é o espaço luminoso, nada se constrói nesta região central.
O padrão de ondas ocasionado pela vibração do espaço tem mais outra propriedade, que é o fenômeno da ressonância ou vibração simpática: 2 frequências de vibração respondendo uma à outra. Como exemplo, 2 diapasões com a mesma frequência de vibração (ritmo) vão estimular um ao outro. Já um diapasão com uma frequência de vibração diferente não será estimulado.
Conforme comentado por Dr Sthapati, uma contribuição de profundo significado encontrada no Sthapatya Veda refere-se ao fato de que números também ressoam entre si. O nº 4 ressoa com outro nº 4, bem como com múltiplos e frações do 4, trazendo harmonia.
Assim como números ressoam entre si, formas bi e tri-dimensionais também. A isto denominamos ressonância espacial ou harmonia espacial. Ou seja, espaços ressoam entre si desde que sejam consequência das mesmas frequências, ou múltiplos ou frações destas. Quando vários espaços ou formas são construídos para ressoar entre si, criamos uma sinfonia em termos de formas.
Os Vastu e Vaastu Shastras delineiam os passos necessários para que se possa criar (mais propriamente dito manifestar) estruturas que vibram de forma benéfica. De acordo com estes textos, há 3 aspectos fundamentais a serem seguidos, sem o que uma construção não pode ser considerada Vaastu. São eles:
1. Criar o efeito Vastu-Vaastu
2. Manter o efeito Vastu-Vaastu criado
3. Viver em harmonia com o efeito Vastu-Vaastu

O primeiro aspecto, o de criar o efeito Vastu-Vaastu, se apoia em 2 fatores principais:
1. Quaisquer espaços contidos por paredes precisa estar alinhado com as direções cardinais (N-S-L-O verdadeiros, ou geográficos), de forma a captar a energia sutil da Terra, denominada Vaastu Purusha.
2. O segundo fator necessário para criar o efeito Vastu-Vaastu refere-se a determinar o espaço que será construído, a partir de medidas matemáticas muito específicas, os cálculos Ayadi,[12] e construí-lo de acordo, de forma bem meticulosa. Ou seja, o perímetro da construção precisa ser escolhido de forma precisa para que esta capte as energias positivas. Este perímetro é a chave que abre a porta às qualidades do campo da Consciência Pura e que vão fornecer saúde, riqueza, bem-estar, harmonia, entre outras qualidades que podem ser escolhidas.

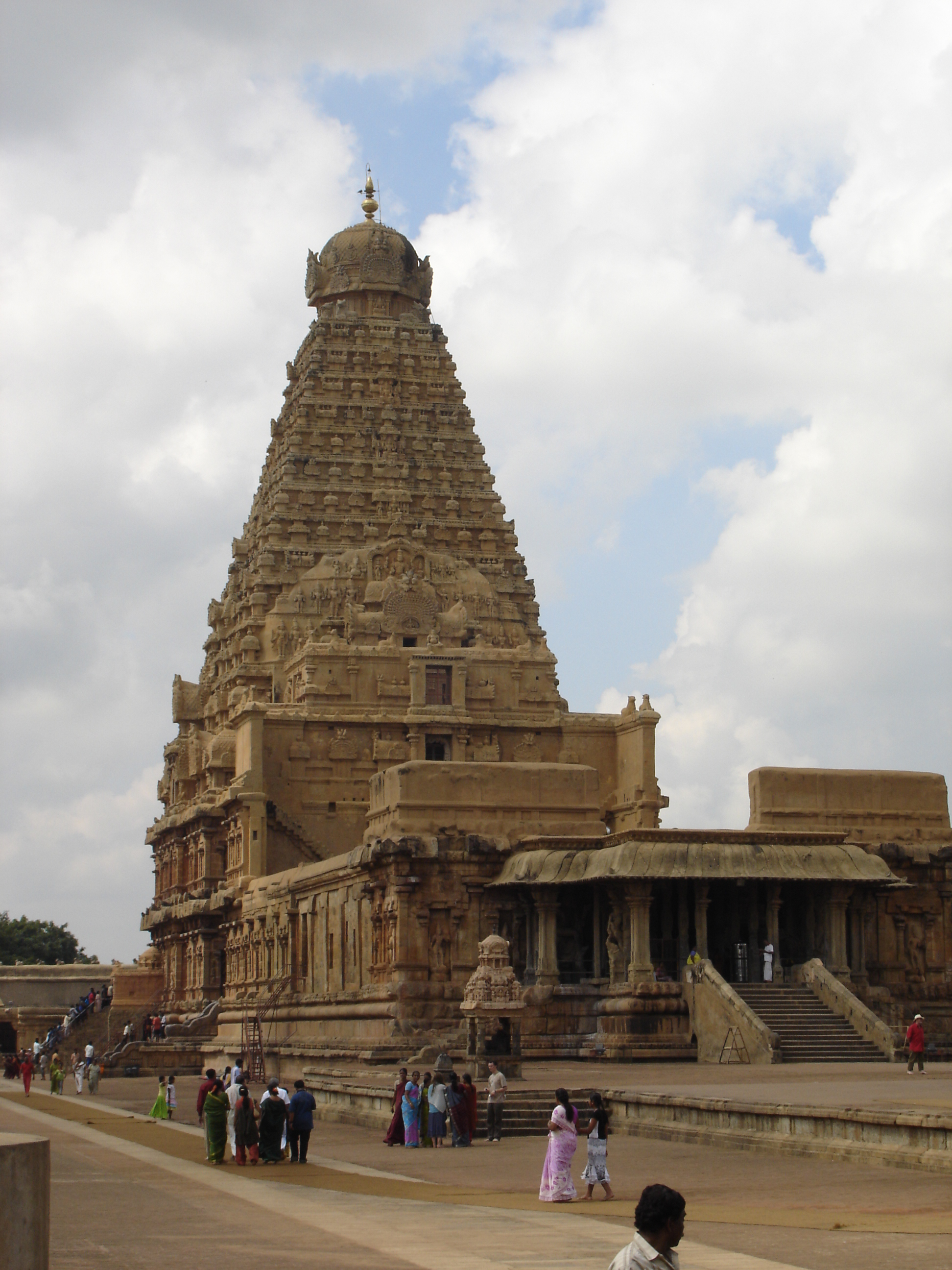
Exemplo de arquitetura Vastu – templo Brihadeeswara em Tanjour, TamilNadu, Índia

Sem a orientação cardinal adequada e sem as medidas corretas, o efeito Vastu-Vaastu não ocorre.
O segundo aspecto importante é o de como manter a energia captada.
Este efeito é conseguido através da aplicação adequada de princípios relacionados à posição de paredes, portas, janelas, água, eletricidade, envolvendo também princípios relativos à altura da construção, escolha adequada do terreno, entre outros. Sem a aplicação destes princípios o efeito Vastu-Vaastu criado fica distorcido.
Os 81 módulos de uma construção Vastu refletem as diferentes qualidades de energia que se distribuem pelo espaço contido pelas paredes (os pada devatas ou riks). Estas qualidades beneficiam toda a psicologia da pessoa desde que portas para o exterior, paredes, janelas, entre tantos outros fatores, estejam nos locais corretos.
A posição da entrada principal (Mahadwara) tem grande significado e é regida pela qualidade do devata associado. Como regra geral evita-se a porta em posição central na parede ao Sul da casa, no Oeste e no Leste. A única exceção para uma porta central em uma casa é na parede Norte. Já com relação a áreas comerciais, escritórios, qualquer face da construção pode ter uma porta central.
A direção cardinal a ser escolhida para a porta principal depende do perímetro calculado para trazer boas energias. Cada perímetro, estabelecido de acordo com os cálculos Ayadi, determina algumas direções cardinais possíveis para esta porta. Nenhum perímetro permite que todas as 4 direções cardinais possam ser utilizadas.
O terceiro aspecto a ser considerado é viver em harmonia com energia captada. O que nos remete a como a energia Vastu-Vaastu se distribui dentro de uma dada forma.
Esta energia penetra através do centro da construção – o Brahmasthan (sthan: estabelecido; Brahman: o Absoluto). Penetra tanto pela terra como através de cúpula e/ou Kalash (penetra pelo céu). Estas 2 energias (vindas da terra e do céu) se unem formando o elemento espaço (éter), que ao vibrar origina os elementos ar, fogo, água e terra, mantendo-se presente como energia sutil – Vaastu Purusha – em toda a construção, e propagando-se pelos arredores.
À medida que ar, fogo, água e terra são formados, eles se estabelecem nos cantos da construção. O elemento ar, o mais sutil, se estabelece no canto noroeste da construção. O elemento fogo, ligeiramente mais denso, no canto sudeste. O elemento água se estabelece no canto nordeste e finalmente o elemento terra, o mais denso de todos, no canto sudoeste. Este processo de manifestação dos elementos a partir da energia primordial é descrito com detalhes no livro Fabric of the Universe.
Cada um desses elementos tem vibração, atributos e qualidades próprias. Viver em harmonia com eles requer que os ocupantes executem atividades harmônicas aos mesmos, como por exemplo, cozinhar onde está o elemento fogo.

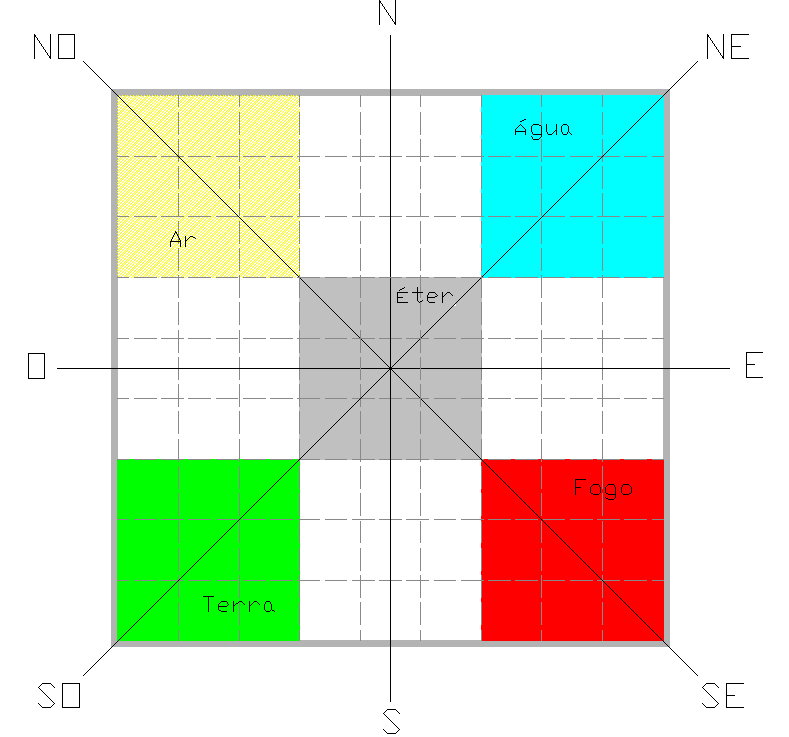
Distribuição dos 5 elementos dentro de uma construção Vastu.

Lembrando que levar em consideração apenas a distribuição dos cômodos dentro de uma construção não faz com que a energia seja captada e mantida.
De acordo com os Vaastu e Agama Shastras, o setor Sudoeste de uma construção é reservado aos donos da mesma. Por quê? Cada setor de uma construção Vastu está relacionado a uma deidade ou luminar. Deidades ou luminares são, na realidade, diferentes raios luminosos emitidos a partir da região central da construção, o Brahmasthan, e que se diferenciam no espaço contido por paredes.
A maior quantidade de raios luminosos atinge os setores Nordeste e Sudoeste, que se tornam os locais com mais energia. Desta forma o Sudoeste é atribuído aos donos da construção e o Nordeste primordialmente para culto ou adoração.
No setor Sudoeste, a deidade ou luminar mais importante é Nairruti. Nairruti é outro nome de Lakshmi, a deusa da riqueza e da prosperidade duradouras. As energias específicas direcionadas para o Sudoeste trazem harmonia, saúde, longevidade, bons filhos, saúde e riqueza. Este setor da construção, em especial, entra em ressonância com as qualidades que proporcionam as qualidades mencionadas aos moradores, além de forte conexão com o Criador.
Tecnicamente Nairruti significa aquela que estabelece um ponto de parada, cancelando apegos e vínculos criados. Com isto Nairruti promove um sono profundo e reparador. Devido a esta quebra de vínculos as pessoas tem a possibilidade de ficar com a consciência de si mesmo, o que favorece a iluminação.
Os princípios do Vastu, quando aplicados a uma construção, elevam a frequência das pessoas a um nível de saúde e bem-estar, de modo que cada um possa se desempenhar de forma feliz e bem-sucedida no mundo. Casas, escritórios, escolas, enfim, todo e qualquer espaço construído deveria sê-lo de acordo com os princípios do Vastu e Vaastu, de forma a assegurar o bem-estar e a saúde das pessoas.
Cidades deveriam ser planejadas utilizando-se destes princípios, para favorecer a prosperidade e harmonia dos cidadãos. Quanto ao paisagismo, de acordo com o Vastu, é indissociável da edificação que o mesmo envolve.